# Nadagara orbipuncta
Nadagara orbipuncta är en fjärilsart som beskrevs av Louis Beethoven Prout 1925. Nadagara orbipuncta ingår i släktet Nadagara och familjen mätare. Inga underarter finns listade i Catalogue of Life.